# Hydrogamasellus racovitzai
Hydrogamasellus racovitzai är en spindeldjursart som först beskrevs av Édouard Louis Trouessart 1903.  Hydrogamasellus racovitzai ingår i släktet Hydrogamasellus och familjen Ologamasidae. Utöver nominatformen finns också underarten H. r. neorcadensis.